# Ecatepec de Morelos (gemeente)
Ecatepec de Morelos is een gemeente in de Mexicaanse deelstaat Mexico. De hoofdplaats van Ecatepec de Morelos is San Cristóbal Ecatepec. De gemeente Ecatepec de Morelos heeft een oppervlakte van 155,6 km² en 1.699.737 inwoners (2015). Bijna 70,000 daarvan identificeren zich als inheems voornamelijk Mazahua en Otomí.

## Politieke geschiedenis
De politieke geschiedenis van Ecatepec is gedocumenteerd vanaf het moment dat de plaats onderworpen werd door Itzcoatl in 1428 en bij het rijk van de Azteken werd ingelijfd. Na de Spaans-Azteekse oorlogen werd rond 1560 in Ecatepec een inheems lokaal bestuur gevormd met de status van República de Indios. Aan het begin van de 17e eeuw werd Ecatepec een Alcaldía Mayor, een gemeente binnen het onderkoninkrijk Nieuw-Spanje. Na de onafhankelijkheid van Mexico in 1821, bij de oprichting van de deelstaat Mexico in 1824, bleef Ecatepec erkend als gemeente. In 1877 werd de gemeente een Villa, verkreeg daarmee stadsrechten en werd hernoemd tot Ecatepec de Morelos, ter nagedachtenis aan de vrijheidsstrijder José María Morelos die in 1815 in Ecatepec was gefusilleerd. 

## Bestuur
Burgemeesters en raadsleden worden sinds het midden van de 20e eeuw voor drie jaar gekozen. Een van de bekende burgemeesters van Ecatepec was Eruviel Ávila (2003-2006 en 2009-2011) van de PRI. In 2019 werd Luis Fernando Vilchis van Morena tot burgemeester van Ecatepec verkozen.

## Stedenbanden
- San José (Costa Rica)

## Geboren
- Tenoch Huerta (1981), acteur

Acambay · Acolman · Aculco · Almoloya de Alquisiras · Almoloya de Juárez · Almoloya del Río · Amanalco · Amatepec · Amecameca · Apaxco · Atenco · Atizapán · Atizapán de Zaragoza · Atlacomulco · Atlautla · Axapusco · Ayapango · Calimaya · Capulhuac · Chalco · Chapa de Mota · Chapultepec · Chiautla · Chicoloapan · Chiconcuac · Chimalhuacán · Coacalco de Berriozábal · Coatepec Harinas · Cocotitlán · Coyotepec · Cuautitlán · Cuautitlán Izcalli · Donato Guerra · Ecatepec de Morelos · Ecatzingo · El Oro · Huehuetoca · Hueypoxtla · Huixquilucan · Isidro Fabela · Ixtapaluca · Ixtapan de la Sal · Ixtapan del Oro · Ixtlahuaca · Jaltenco · Jilotepec · Jilotzingo · Jiquipilco · Jocotitlán · Joquicingo · Juchitepec · La Paz · Lerma · Luvianos · Malinalco · Melchor Ocampo · Metepec · Mexicaltzingo · Morelos · Naucalpan · Nextlalpan · Nezahualcóyotl · Nicolás Romero · Nopaltepec · Ocoyoacac · Ocuilán · Otumba · Otzoloapan · Otzolotepec · Ozumba · Papalotla · Polotitlán · Rayón · San Antonio la Isla · San Felipe del Progreso · San José del Rincón · San Martín de las Pirámides · San Mateo Atenco · San Simón de Guerrero · Santo Tomás · Soyaniquilpan de Juárez · Sultepec · Tecamac · Tejupilco · Temamatla · Temascalapa · Temascalcingo · Temascaltepec · Temoaya · Tenancingo · Tenango del Aire · Tenango del Valle · Teoloyucan · Teotihuacan · Tepetlaoxtoc · Tepetlixpa · Tepotzotlán · Tequixquiac · Texcaltitlán · Texcalyacac · Texcoco · Tezoyuca · Tianguistenco · Timilpan · Tlalmanalco · Tlalnepantla de Baz · Tlatlaya · Toluca · Tonanitla · Tonatico · Tultepec · Tultitlán · Valle de Bravo · Valle de Chalco Solidaridad · Villa de Allende · Villa del Carbón · Villa Guerrero · Villa Victoria · Xalatlaco · Xonacatlán · Zacazonapan · Zacualpan · Zinacantepec · Zumpahuacán · Zumpango